# Ursino de Bertis
Ursino de Bertis (Tapogliano, 22 gennaio 1559 – Gorizia, tra il 25 agosto e il 1º settembre 1620) è stato un vescovo cattolico italiano.

## Biografia
Nacque a Tapogliano, nel Friuli austriaco, il 22 gennaio 1559. Proveniente da una nobile famiglia di origini tedesche, era figlio di Gaspare, cancelliere della contea di Gorizia. Fin da giovane, dimostrò un'intelligenza vivace e un'inclinazione per gli studi, frequentando il collegio gesuitico di Graz e proseguendo la sua formazione alle università di Padova e Ferrara, dove si laureò in diritto. Durante i suoi anni di studio si distinse per il suo impegno politico, partecipando come segretario alla commissione per la definizione dei confini in Friuli tra l'Austria e Venezia nel 1582-1583 e diventando segretario degli Stati provinciali goriziani nel 1585. Nel 1589 entrò nella cancelleria dell'arciduca Carlo II d'Austria a Graz.
Dopo la morte dell'arciduca Carlo nel 1590, intraprese la carriera ecclesiastica come preposito di Eberndorf in Carinzia. L'arciduca Ferdinando (futuro imperatore Ferdinando II d'Asburgo) lo nominò vescovo di Trieste nel settembre 1597. Tuttavia, la ratifica della sua nomina da parte di papa Clemente VIII avvenne solo un anno dopo, il 7 agosto 1598, durante un concistoro a Ferrara. In questa occasione la corte papale si trovava a Ferrara per celebrare le nozze per procura tra Margherita, sorella di Ferdinando, e il re di Spagna Filippo III. La consacrazione avvenne il 16 agosto 1598 nel monastero del Corpus Domini per mano del cardinale Ottavio Paravicini, con co-consacratori il patriarca d'Aquileia Francesco Barbaro ed il vescovo di Adria Girolamo Porcia.
Durante il suo episcopato mantenne un ruolo attivo nella vita politica e religiosa, servendo l'arciduca Ferdinando in varie missioni diplomatiche. Tra le sue iniziative si distinse per l'impegno nell'affermazione del rito romano, contribuendo a sostituire il rito aquileiano e i suoi libri correlati, un cambiamento significativo avvenuto dopo il Concilio di Udine. Nonostante i suoi legami con la corte di Graz, sviluppò anche buoni rapporti con il patriarca Francesco Barbaro, collaborando su questioni ecclesiastiche e indicendo visite pastorali nella diocesi.
Nel 1607 si trovò coinvolto in ulteriori missioni, tra cui una proposta di diventare ambasciatore imperiale a Venezia, che però incontrò il veto papale. Nello stesso anno, dovette rinunciare a trasferire il titolo episcopale triestino a Gorizia, in favore di un collegio gesuita, come suggerito dal nunzio papale.
Si dedicò anche a iniziative religiose nella sua diocesi. Promosse l'ampliamento della cattedrale di San Giusto e, nel 1613, istituì la confraternita del Rosario. Per affrontare la carenza di sacerdoti, invitò a Trieste i Cappuccini nel 1617 e i Gesuiti nel 1619. Nonostante i suoi sforzi, il tentativo di insediare l'Inquisizione romana in città fallì. La sua attività si estese anche a questioni diplomatiche, partecipando nel 1617 a Madrid alle trattative di pace che posero fine alla guerra di Gradisca tra gli Arciducali e i Veneziani.
Morì a Gorizia alla fine di agosto 1620 e fu sepolto con solennità a Trieste nella cattedrale di San Giusto il 1º settembre. La sua vita e il suo operato lasciarono un'eredità significativa nel contesto ecclesiastico e politico della sua epoca, contribuendo alla riorganizzazione della Chiesa cattolica e alla promozione della fede cattolica in Istria e Dalmazia.

## Genealogia episcopale
La genealogia episcopale è:
- Arcivescovo Filippo Archinto
- Papa Pio IV
- Cardinale Giovanni Antonio Serbelloni
- Cardinale Carlo Borromeo
- Cardinale Ottavio Paravicini
- Vescovo Ursino de Bertis